# Colomar de Clarà
El colomar de Clarà és un colomar enrunat de Llançà (Alt Empordà) que és inclòs a l'Inventari del Patrimoni Arquitectònic de Catalunya.

## Descripció
És al sud-oest del nucli urbà de la població de Llançà, a escassos metres de la carretera N-260 al paratge d'en Clarà.
Consta de les restes d'un colomar del que només resta el basament d'un tram de la paret de tramuntana. Presenta dues filades d'encaixos o nius a la cara interna. Són rectangulars, amb llosetes sobresortints al costat on reposaven els coloms. Els rastres de fonamentació dels murs de llevant i migdia assenyalen una planta rectangular llarga i estreta (eix SE-NW). La construcció, amb una amplada d'uns dos metres i mig, està construïda a base de blocs de granit de mides generalment petites, disposats regularment i lligats amb argila. Pels trossos que s'escampen per l'entorn és curiós constatar que el colomar era cobert amb teules.

## Història
El lloc de "Clarano" s'esmentà l'any 1029 a l'acta de consagració de l'església de Sant Silvestre.
Resta molt clara la gran semblança entre aquest colomar i el de Venturer, del mateix terme de Llançà, tant per la tipologia com per les dimensions.